# MTV Movie Awards 1993
De MTV Movie Awards 1993 werden op 18 juli 1993 gehouden. Presentator was Eddie Murphy en er waren optredens van Rod Stewart, Stone Temple Pilots, Dr. Dre en Duran Duran.

## Winnaars en genomineerden per categorie

### Best movie (beste film)
Winnaar:
A Few Good Men
Genomineerd:
Aladdin
Basic Instinct
The Bodyguard
Malcolm X

### Best male performance (Beste acteerprestatie door een man)
Winnaar:
Denzel Washington, Malcolm X
Genomineerd:
Kevin Costner, The Bodyguard
Tom Cruise, A Few Good Men
Michael Douglas, Basic Instinct
Jack Nicholson, A Few Good Men

### Best Female performance (Beste acteerprestatie door een vrouw)
Winnaar:
Sharon Stone in Basic Instinct
genomineerd:
Geena Davis, A League of Their Own
Whoopi Goldberg, Sister Act
Whitney Houston, The Bodyguard
Demi Moore, A Few Good Men

### Most desirable man (meest begeerde man)
Winnaar:
Christian Slater, Untamed Heart
Genomineerd:
Kevin Costner, The Bodyguard
Tom Cruise, A Few Good Men
Mel Gibson, Lethal Weapon 3
Jean-Claude Van Damme, Nowhere to Run

### Most desirable female (meest begeerde vrouw)
Winnaar:
Sharon Stone, Basic Instinct
Genomineerd:
Kim Basinger, Cool World
Halle Berry, Boomerang
Madonna, Body of Evidence
Michelle Pfeiffer, Batman Returns

### Best breaktrough performance (Beste doorbraak acteerprestatie)
Winnaar:
Marisa Tomei, My Cousin Vinny
Genomineerd:
Halle Berry, Boomerang
Whitney Houston, The Bodyguard
Kathy Najimy, Sister Act
Rosie O'Donnell, A League of Their Own

### Best on-screen duo (Best duo op het scherm)
Winnaar:
Mel Gibson en Danny Glover, Lethal Weapon 3
genomineerd:
Sharon Stone en Michael Douglas, Basic Instinct
Whitney Houston en Kevin Costner, The Bodyguard
Nicole Kidman en Tom Cruise, Far and Away
Woody Harrelson en Wesley Snipes, White Men Can't Jump

### Best Villain (Beste schurk)
Winnaar:
Jennifer Jason Leigh, Single White Female
genomineerd:
Danny DeVito, Batman Returns
Ray Liotta, Unlawful Entry
Jack Nicholson, A Few Good Men

### Best Comedic Performance (Beste komische optreden)
Winnaar:
Robin Williams, Aladdin
Genomineerd:
Whoopi Goldberg, Sister Act
Eddie Murphy, Boomerang
Bill Murray, Groundhog Day
Joe Pesci, My Cousin Vinny

### Best song from a movie (Beste liedje uit een film)
Winnaar:
"I Will Always Love You" - Whitney Houston, The Bodyguard
Genomineerd:
"End of the Road" - Boyz II Men, Boomerang
"It's Probably Me" - Sting en Eric Clapton, Lethal Weapon 3
"A Whole New World" - Peabo Bryson en Regina Belle, Aladdin
"Would?" - Alice in Chains, Singles

### Best kiss (Beste zoen)
Winnaar:
Rene Russo en Mel Gibson, Lethal Weapon 3
Genomineerd:
Pauline Brailsford en Tom Hanks, A League of Their Own
Michelle Pfeiffer en Michael Keaton, Batman Returns
Winona Ryder en Gary Oldman, Bram Stoker's Dracula
Woody Harrelson en Wesley Snipes, White Men Can't Jump

### Best Action Sequence (Beste actiescène)
Winnaar:
"Mel Gibson's motorcycle crash", Lethal Weapon 3
Genomineerd:
"aliens chase through tunnel", Alien³
"plane crash", Alive: The Miracle of the Andes
"Oklahoma land race", Far and Away
"Helicopter explosion", Under Siege

### overige prijzen
Beste nieuwe filmmaker - Carl Franklin, regisseur van One False Move
Prijs voor het gehele oeuvre - Three Stooges
1992 · 1993 · 1994 · 1995 · 1996 · 1997 · 1998 · 1999 · 2000 · 2001 · 2002 · 2003 · 2004 · 2005 · 2006 · 2007 · 2008 · 2009 · 2010 · 2011